# كباب علي نازك
كباب علي نازك أو علي نازك قط هو طبق تركي على الطراز المنزلي وهو من اختصاص مقاطعة عنتاب التركية. يصنع من الباذنجان المدخن والمتبل المشوي ثم المهروس ومغطى بمكعبات من لحم الضأن والمتبلة. يغلب تقديمه مع بيلاف الأرز أو لبن بالثوم والخضروات المشوية والزبدة المذابة.